# Schwebendorf

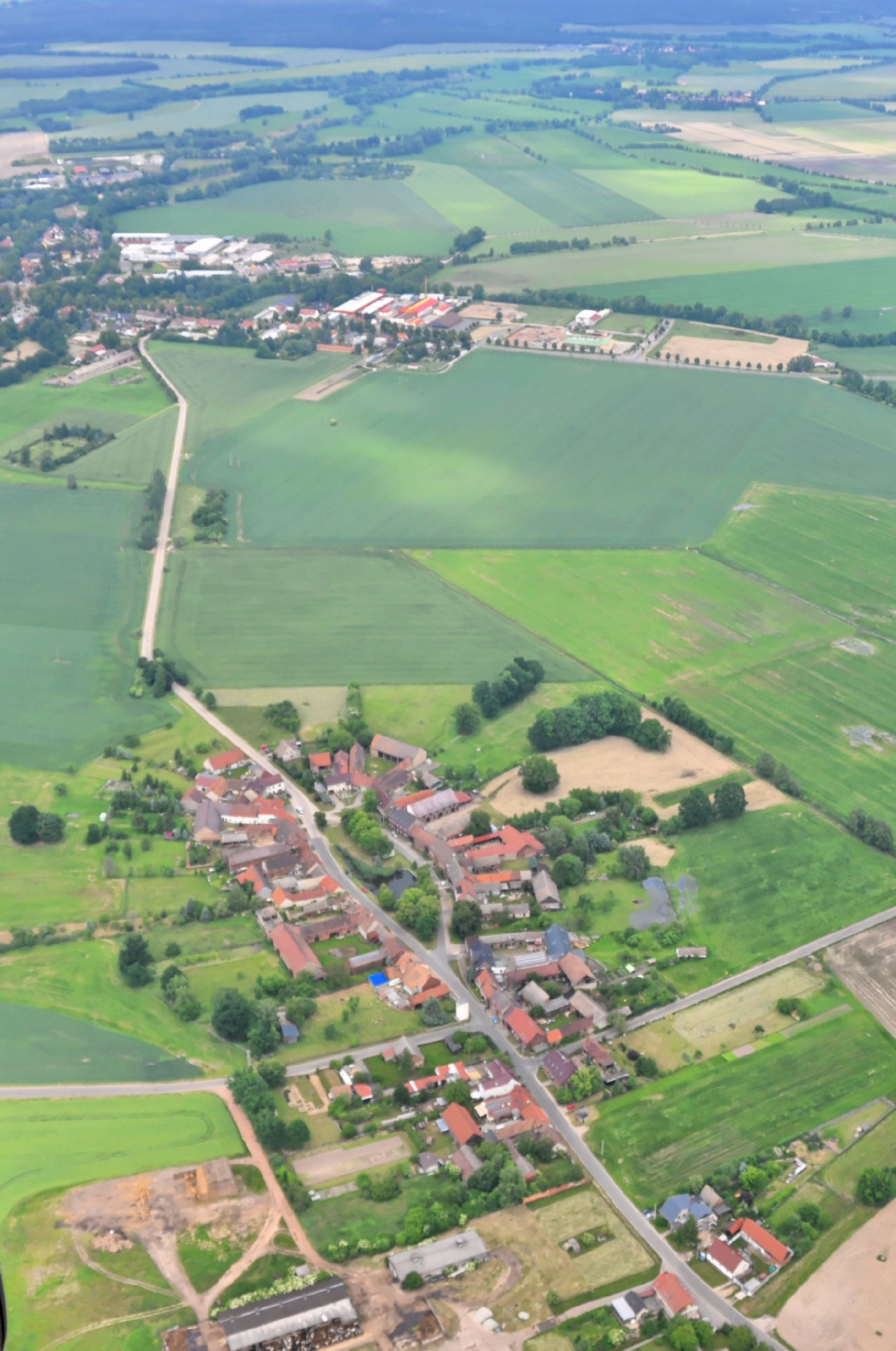
Luftbild von Schwebendorf (vorne) 2013

Schwebendorf ist ein Ortsteil der amtsangehörigen Stadt Dahme/Mark im Landkreis Teltow-Fläming in Brandenburg. Der Ort gehört zum gleichnamigen Amt Dahme/Mark.

## Lage
Das Rundlingsdorf liegt im äußersten Norden der Lausitz direkt an der Grenze zum Fläming unmittelbar südlich der Stadt Dahme/Mark. Umliegende Ortschaften sind Dahme im Norden, Rosenthal im Nordosten, Sieb im Osten, Schöna-Kolpien im Süden sowie die zur Gemeinde Ihlow gehörenden Ortsteile Bollensdorf im Südwesten und Niendorf im Westen.
Schwebendorf ist durch eine Gemeindestraße mit der knapp einen Kilometer nördlich des Ortes verlaufenden Bundesstraße 102 von Luckau nach Jüterbog verbunden. Westlich des Ortes verläuft die Landesstraße 71. Schwebendorf liegt an der Dahme.

## Geschichte
Schwebendorf wurde erstmals im Jahr 1368 als Zewelddorf urkundlich erwähnt. Der Ort gehörte von seiner Ersterwähnung an bis 1815 zum sächsischen Amt Dahme.
Als Ergebnis des Wiener Kongresses kam Schwebendorf im Jahr 1815 an das Königreich Preußen. Bis 1952 gehörte das Dorf zum Landkreis Luckenwalde und wurde nach der Kreisreform vom 25. Juli 1952 dem neu gebildeten Kreis Luckau im Bezirk Cottbus zugeordnet. Am 1. Januar 1957 wurde Schwebendorf nach Dahme/Mark eingemeindet. Nach der Wende lag Schwebendorf im Landkreis Luckau in Brandenburg. Am 25. Mai 1992 wurde Schwebendorf Teil des Amtes Dahme/Mark. Nach der Kreisreform in Brandenburg am 6. Dezember 1993 wurden Dahme und Schwebendorf schließlich dem neu gebildeten Landkreis Teltow-Fläming zugeordnet.

## Bevölkerungsentwicklung
| 1875 | 140 | 1910 | 146 | 1933 | 140 | 1946 | 190 |
| 1890 | 141 | 1925 | 162 | 1939 | 121 | 1950 | 175 |